# Classique de Saint-Sébastien 1989
La 9e édition de la Classique de Saint-Sébastien a lieu le 13 août 1989. Remportée par l'Autrichien Gerhard Zadrobilek, de l'équipe 7-Eleven, elle est la septième épreuve de la Coupe du monde.

## Classement final
| Pos. | Cycliste              | Équipe             | Temps           |
| ---- | --------------------- | ------------------ | --------------- |
| 1    | Gerhard Zadrobilek    | 7-Eleven           | 6 h 24 min 10 s |
| 2    | Francisco Antequera   | BH                 | + 2 min 5 s     |
| 3    | Tony Rominger         | Chateau d'Ax       | m.t.            |
| 4    | Charly Mottet         | RMO                | + 2 min 9 s     |
| 5    | Jesús Rodríguez Magro | Reynolds-Banesto   | m.t.            |
| 6    | Jean-Claude Leclercq  | Helvetia-La Suisse | m.t.            |
| 7    | Gert-Jan Theunisse    | PDM-Concorde       | m.t.            |
| 8    | Andy Hampsten         | 7-Eleven           | m.t.            |
| 9    | Juan Tomás Martínez   | Zahor-Lotus        | m.t.            |
| 10   | Julián Gorospe        | Reynolds-Banesto   | m.t.            |